# Claus Strandberg
Claus Strandberg (* 5. Juni 1948 in Kopenhagen; † 13. August 2004 ebenda) war ein dänischer Schauspieler.

## Leben
Claus Strandberg wuchs in Kopenhagen auf, wo er auch zeitlebens wohnte.
Er absolvierte seine Schauspielausbildung von 1969 bis 1973 an der Staatlichen Theaterhochschule in Kopenhagen. Als Bühnendarsteller wirkte er in zahlreichen Theaterstücken und Kabarett-Programmen mit, so unter anderem auch am Königlichen Theater Kopenhagen, am Folketeatret, am Odense Teater, am Aarhus Teater oder am Theater Helsingør. Er wirkte als Schauspieler vor der Kamera von 1970 bis 2002 in mehr als 70 Film-und-Fernsehproduktionen mit. Nebenbei war er auch als Synchronsprecher für Zeichentrickfilme tätig.
Claus Strandberg starb am 13. August 2004 im Alter von 56 Jahren an den Folgen eines Herzinfarkts. Seine Grabstätte befindet sich auf dem Mariebjerg-Kirkegard in Gentofte.

## Filmografie (Auswahl)
- 1970: Ikke et ord om Harald
- 1973: Billy the Kids barndom
- 1975: Nehmen Sie es wie ein Mann, Madame!
- 1978: Flitterwochen
- 1978: Der Baron
- 1979: Johnny Larsen
- 1980: Attentat
- 1980: Ein Haus in der Provinz (Fernsehserie, 4 Folgen)
- 1984: Privatdetektiv Anthonsen (Fernsehserie, 1 Folge)
- 1984: Kopenhagen – Mitten in der Nacht
- 1985: Ludo
- 1988: Opbrud
- 1994: Hospital der Geister (Fernsehserie, 1 Folge)
- 1996: Blackstabbed – Spiel der Angst
- 1998: Deadline
- 1998: Idioten
- 1999: Taxa (Fernsehserie, 1 Folge)
- 2001: Kira
- 2001: Null Bock auf Landluft
- 2002: Die Kinder meiner Schwester im Schnee
- 2002: John und Mia